# Dendrobium transversilobum
Dendrobium transversilobum är en orkidéart som beskrevs av Johannes Jacobus Smith. Dendrobium transversilobum ingår i släktet Dendrobium, och familjen orkidéer. Inga underarter finns listade i Catalogue of Life.